# Rejon browarski (1923–2020)
Rejon browarski (ukr. Броварський район) – jednostka administracyjna w składzie obwodu kijowskiego Ukrainy.

Plan przedstawiający granicę sprzed reformy z 17 lipca 2020 r.

Powstał w 1923. Ma powierzchnię 2880,7 km² i liczy około 242 tys. mieszkańców (2021). Siedzibą władz rejonu są Browary.